# Уильям де Браоз, 3-й барон Брамбер
Уильям де Браоз (англ. William de Braose; 1112—1181/1182) — 3-й барон Брамбер с 1130-х годов, англонормандский аристократ из рода де Браоз, участник нормандской экспансии в Уэльсе и гражданской войны в Англии 1135—1154 годов.

## Биография
Уильям де Браоз был старшим сыном Филиппа де Браоза, 2-го лорда Брамбера и завоевателя Радноршира в Уэльсе. После смерти отца в 1130-х годах Уильям унаследовал замок Брамбер и другие владения в Суссексе, Тотнес в Девоне, а также обширные земли в Валлийской марке, включая крепости Раднор и Бильт. В период гражданской войны в Англии между сторонниками Стефана Блуаского и императрицы Матильды Уильям де Браоз первоначально поддерживал короля, однако около 1141 года перешёл на сторону императрицы. Известно, что Уильям участвовал в эскортировании Матильды из замка Арундел в Бристоль в 1139 году.
Феодальная анархия гражданской войны способствовала укреплению позиций Браозов в Уэльсе. Первоначальный успех валлийского восстания 1137 года вскоре встретил упорное сопротивление англонормандских баронов марки. Уильяму де Браозу удалось достаточно быстро восстановить свои позиции в Радноршире. Более того, женившись на Берте, дочери Миля Глостерского, графа Херефорда и лорда Брекнокшира, Уильяму удалось значительно расширить владения семьи де Браоз. В течение двадцати лет после смерти Миля скончались все четверо его сыновей, в результате чего их обширные владения в 1166 году были разделены между дочерьми Миля Глостерского. Таким образом, Берта принесла Уильяму де Браозу замки Брекон и Абергавенни вместе с большей частью Брекнокшира и верхним Монмутширом. Это позволило дому де Браоз занять одну из ведущих позиций среди баронов Валлийской марки, установив контроль почти над всей «Средней маркой» (Центральным Уэльсом).
После вступления на английский престол Генриха II Уильям продолжал активно участвовать в политической жизни страны. В 1164 году он присутствовал на Большом королевском совете в Кларендоне, на котором были утверждены знаменитые Кларендонские конституции и начался конфликт Генриха II c Томасом Беккетом. В 1171 году Уильям вместе с младшим братом Филиппом сопровождал короля во время экспедиции в Ирландию. Филипп в 1172 году был назначен комендантом Уэксфорда и получил в лен северную часть Мунстера с Лимериком. Уильям вернулся в Уэльс, а во время восстания сыновей Генриха II 1173—1174 годов поддержал короля, за что в 1174 году был назначен шерифом Херефордшира. Спустя год, однако, он отошёл от дел, передав управление своими землями своему сыну Уильяму, а около 1180 года скончался.

## Брак и дети
Уильям де Браоз был женат на Берте, дочери Миля Глостерского, графа Херефорда и лорда Брекнокшира. Их дети:
- Уильям де Браоз, 4-й барон Брамбер (ум. 1211), барон Гауэра, Абергавенни, Раднора, Бильта, Лимерика и Брекона, женат (до 1170) на Мод де Сен-Валери (ум. 1210), дочери Бернара де Сен-Валери;
- Мод де Браоз, замужем за Джоном де Бромптоном;
- Сибилла де Браоз (1150—1227), замужем первым браком за Уильямом де Феррерсом, графом Дерби (ум. 1190), вторым браком за Адамом де Портом;
- Джон де Браоз;
- Роджер де Браоз.